# Linanthus maculatus
Linanthus maculatus là một loài thực vật có hoa trong họ Polemoniaceae. Loài này được (Parish) Milliken mô tả khoa học đầu tiên năm 1904.

## Hình ảnh

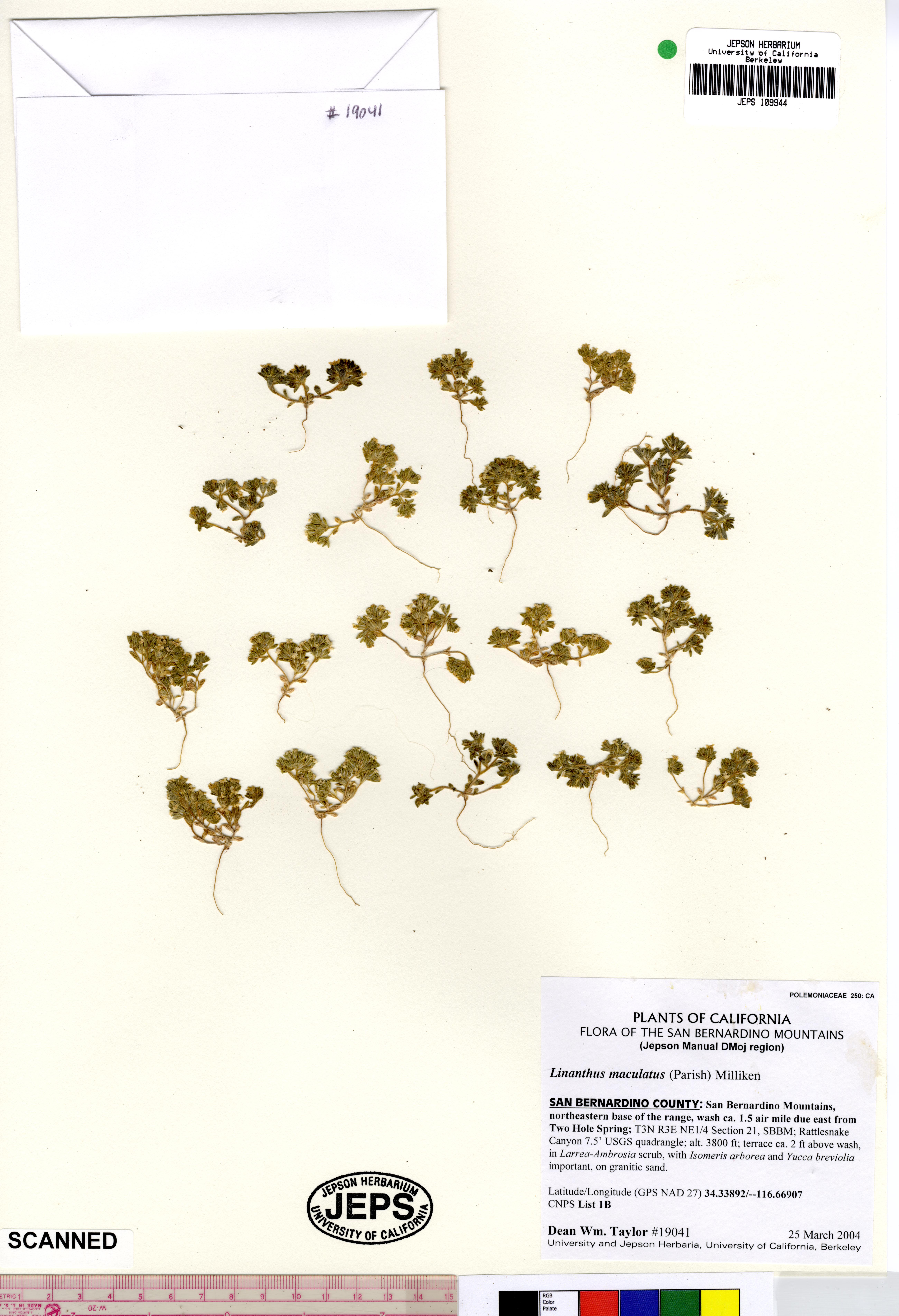